# エネルギヤ (曲)
「エネルギヤ」（Энергия）は、the pillowsの34枚目のシングル。2011年12月7日にavex traxから発売された。

## 概要
前作『Comic Sonic』から約半年ぶりのリリースであり、2011年3作目のシングル。
初回盤のみDVD付きで、「エネルギヤ」のPVが収録されている。また、初回盤と通常版初回プレスのみステッカー付き。 「タワーレコード」と「TSUTAYA」のみ購入特典として「エコカイロ」が付けられた。
タイトルの「エネルギヤ」はロシア語で、制作当初はタイトルを「エネルギー」にしようとしたが、「エネルギー」という楽曲がすでに存在していたため「エネルギー」を意味する他の言語を探して、現在のタイトルになった。
「エネルギヤ」は前作の『Comic Sonic』のカップリングの予定だったが、評判が良かったためシングルとなった。また、カップリングの「ハイキング」は本来収録予定ではなく、レコーディング直後に作って急に入れられた曲。

## 収録曲
（作詞・作曲：山中さわお、編曲：the pillows）
1. エネルギヤ [4:08]
2. BLOCKHEAD (in April) [3:13]
3. ハイキング[3:08]